# Górka (Sople)
Górka (niem. Wilhelmshöhe) – nieoficjalny przysiółek osady Sople w Polsce położony w województwie warmińsko-mazurskim, w powiecie ostródzkim, w gminie Małdyty.
W latach 1975–1998 miejscowość administracyjnie należała do województwa olsztyńskiego.
Miejscowość wzmiankowana w dokumentach z roku 1858, jako folwark szlachecki na 6 włókach. W 1858 r. w jednym domu było 14 mieszkańców. W latach 1937–39 było 30 mieszkańców. W roku 1973 osada Górka była niezamieszkana, należała do powiatu morąskiego, gmina i poczta Małdyty.
W 2019 roku w osadzie jest 5 domów mieszkalnych o adresach Sople od 34 do 38, na zdjęciu satelitarnym Google Maps widoczne ślady użytkowania.